# آدام فاروک
آدام فاروک (انگلیسی: Adam Farouk؛ زادهٔ ۱۲ دسامبر ۱۹۸۵) بازیکن فوتبال اهل مراکش است.